# سنغ بهن (فتح أباد)
سنغ بهن (بالفارسية: سنگ پهن) هي قرية تقع في إيران في Fathabad Rural District. يقدر عدد سكانها بـ 172 نسمة بحسب إحصاء 2016.